# 나틱시스
나틱시스(Natixis)는 Natexis Banques Populaires와 IXIS의 자산운용 및 투자은행업 부문의 합병을 통해 2006년 11월 설립된 프랑스의 기업 및 투자은행이다.
나탁시스는 뉴스 채널 유로뉴스의 Markets 섹션을 위한 금융 데이터를 제공하고 있다. 2010년 10월 26일, 나틱시스 인베스트먼트 매니저스(NIM)는 자산운용 스타트업 Ossiam의 주식 대부분을 인수했다.